# کاتیبا
کاتیبا (به پرتغالی: Caatiba) یک منطقهٔ مسکونی در برزیل است که در باهیا واقع شده‌است. کاتیبا ۶٬۴۸۸ نفر جمعیت دارد.